# ژان نهم

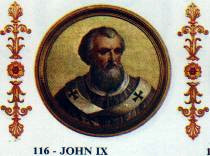

پاپ ژان نهم (به انگلیسی: John IX) یکی از پاپ‌های کلیسای کاتولیک رم بود که از ۸۹۸ تا ۹۰۰ میلادی پاپ بود.